# Sophie Vouzelaud

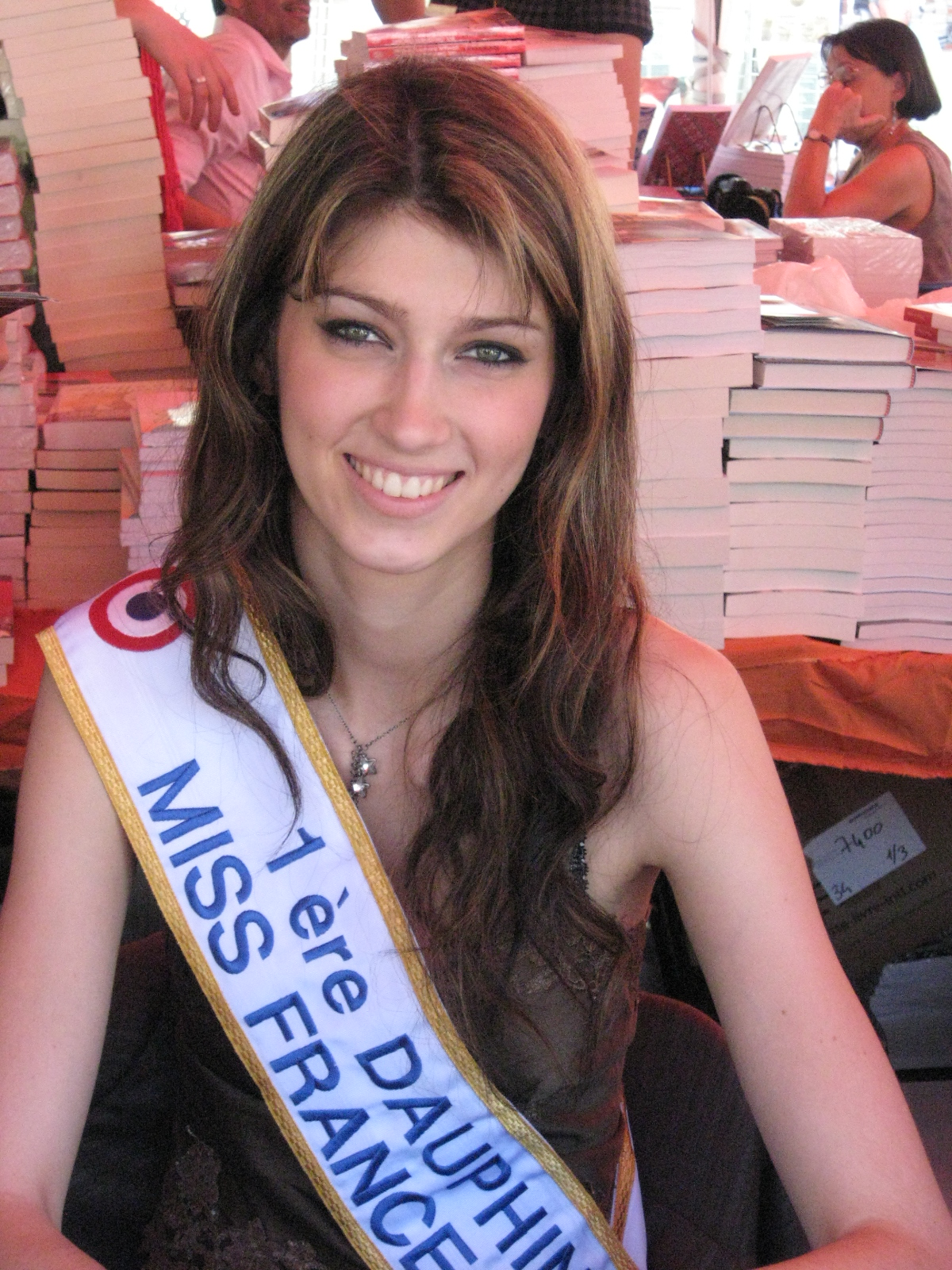
Sophie Vouzelaud

Sophie Vouzelaud (* 21. Juni 1987 in Saint-Junien) ist eine französische Schönheitswettbewerb-Teilnehmerin. Sie vertrat die Region Limousin bei der Miss-France-Wahl 2007.

## Leben
Vouzelaud wurde taub geboren. Sie macht derzeit ihren Bachelor in Buchhaltung.
Vouzelaud ist die erste gehörlose oder schwerhörige Person, die an einer Endrunde zur Miss France teilnahm. Sie kommuniziert per Gebärdensprache und bestand darauf, beim Finale eine Rede zu halten. Vouzelaud beantragte, mit der Zustimmung und Unterstützung der Miss France 2007, Rachel Legrain-Trapani, Frankreich bei der Miss-World-Wahl zu vertreten, um auf gehörlose Menschen aufmerksam zu machen. Die Organisatoren lehnten dies jedoch mit der Begründung ab, dass nur die Gewinnerin – also in diesem Fall Legrain-Trapani – ihr Heimatland vertreten darf.
Bei der Miss-International-Wahl 2007 in Japan konnte sich Vouzelaud nicht für die Top-15 qualifizieren.
2015 nahm sie an der sechsten Staffel der französischen Tanzshow Danse avec les stars teil.